# HD 85390
HD 85390 è una stella nana arancione nella costellazione meridionale della Vela a 109 anni luce di distanza dal sistema solare, con un esopianeta in orbita attorno ad essa. Nell'ambito della campagna NameExoWorlds, in occasione del 100º anniversario (2019) dell'UAI, le è stato dato il nome proprio Natasha dallo Zambia che significa grazie in molte lingue dello Zambia. La stella è troppo debole per essere vista ad occhio nudo, avendo una magnitudine visiva apparente di 8,54 e si sta allontanando dal Sole a una velocità radiale di 33 km/s.

## Sistema planetario
Il pianeta b è stato rilevato con il metodo della velocità radiale nel 2011 e si trova su un'orbita eccentrica a una distanza di 1,4 UA dalla stella ospite e gli è stato attribuito il nome proprio Madalitso, sempre nell'ambito della campagna della UAI che ha attribuito il nome alla stella madre. Madalitso significa benedizioni nella lingua Nyanja in Zambia.
Nel 2013 si è sospettata l'esistenza di un secondo pianeta, la cui presenza non è stata confermata da uno studio del 2019.
| Pianeta | Tipo           | Massa           | Periodo orb.       | Sem. maggiore    | Eccentricità | Scoperta |
| ------- | -------------- | --------------- | ------------------ | ---------------- | ------------ | -------- |
| b       | Gioviano caldo | ≥0,099±0,010 MJ | 799,52±2,41 giorni | 1,373 ± 0,035 UA | 0,50±0,05    | 2011     |